# 5630 Біллшефер
5630 Біллшефер (5630 Billschaefer) — астероїд головного поясу, відкритий 21 березня 1993 року.
Тіссеранів параметр щодо Юпітера — 3,617.